# Thomas Gerull
Thomas Gerull, född den 2 januari 1962 i Itzehoe, Tyskland, är en västtysk fäktare som tog OS-silver i herrarnas lagtävling i värja i samband med de olympiska fäktningstävlingarna 1988 i Seoul.